# Dactylonomie
 (février 2015).
Si vous disposez d'ouvrages ou d'articles de référence ou si vous connaissez des sites web de qualité traitant du thème abordé ici, merci de compléter l'article en donnant les références utiles à sa vérifiabilité et en les liant à la section « Notes et références ».
 (février 2015).
La dactylonomie, l'art de compter à l'aide de ses doigts, est une pratique couramment utilisée, notamment par les enfants. Elle diffère selon les pays et les coutumes. En Occident, le comptage est réalisé sur les deux mains jusqu'à un maximum de 10. En Chine et au Japon, il est coutume de compter jusqu'à dix sur chaque main. En fonction des méthodologies de comptage, le nombre maximal pouvant être atteint peut varier.
En plus de la numération, les doigts peuvent également être utilisés pour figurer les nombres et effectuer des opérations simples comme l'addition, la soustraction et la multiplication.

## Étymologie
Le mot dactylonomie vient du grec ancien : δάκτυλος / dáktulos « doigt » et νόμος / nómos « loi »).

## Méthode utilisée dans la Rome antique

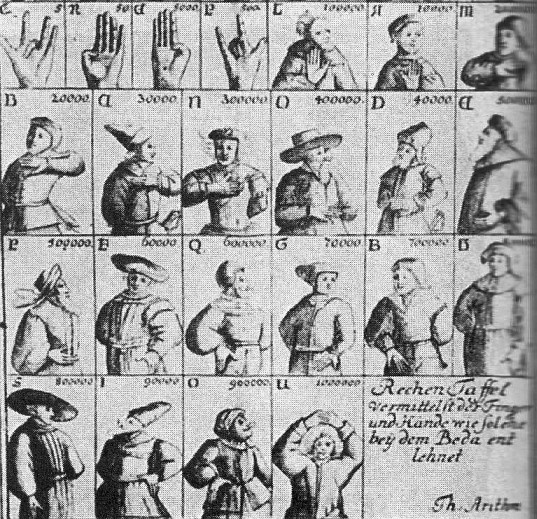
Cette image montre la dactylonomie utilisée dans la Rome Antique

Contrairement à la numération occidentale limitée à 10, les Romains et les Grecs utilisaient une autre méthode, qui fut décrite par Bède le Vénérable au VIIIe siècle. Cette énumération est réalisée en fonction de la main utilisée et de la façon de plier les phalanges. La main gauche sert à exprimer les unités et les dizaines, et la main droite à exprimer les centaines et les milliers en reprenant strictement les mêmes positions. Ainsi, il est possible de compter jusqu'à 99 avec une seule main, et jusqu'à 9 999 avec les deux mains,,.

## Méthode occidentale
La méthode occidentale, utilisée en France et en Amérique du Nord, est fondée sur le fait de compter le nombre de doigts levés, un doigt représentant une unité. Ainsi, un poing fermé représente 0 et une main ouverte représente 5. En utilisant les deux mains, qui totalisent 10 doigts, on peut ainsi compter jusqu'à 10. C'est donc une façon de compter basée sur le système décimal.
L'ordre dans lequel les doigts sont utilisés dépend des pays. En France et certains pays d'Europe, l'énumération s'effectue généralement en commençant par le pouce (en respectant l'ordre pouce, index, majeur, annulaire et auriculaire) :
- 0 : poing fermé,
- 1 : pouce ouvert,
- 2 : pouce et index ouverts,
- 3 : pouce, index et majeur ouverts,
- 4 : (2 façons de procéder) index, majeur, annulaire et auriculaire levés, ou bien pouce, index, majeur et annulaire levés.
- 5 : pleine main (tous les doigts sont levés).

Dans d'autres pays d'Europe, le pouce est le dernier doigt qu'on ouvre (1 = index levé)[réf. souhaitée]
Il n'est pas rare de voir des configurations diverses comme un quatre avec seulement l'annulaire fermé.

## Asie

### Chine
La méthode chinoise est fondée sur la quantité et sur la symbolique des doigts. Avec cette méthode, on peut compter, en utilisant les deux mains, jusqu'à 18.
- 0 : une main fermée,
- 1 : un index levé,
- 2 : l'index et le majeur levés,
- 3 : l'index, le majeur et l'annulaire levés,
- 4 : l'index, le majeur, l'annulaire et l'auriculaire levés,
- 5 : la main ouverte,
- 6 : le pouce et l'auriculaire levés,
- 7 : le pouce touchant l'index et le majeur,
- 8 : l'index et le pouce levés,
- 9 : l'index levé à moitié replié (crochet),
- 10 : les deux index croisés, ou bien la main fermée (comme pour le zéro).

### Japon
Il existe deux manières de compter au Japon. En effet, pour compter pour lui-même, un Japonais commencera main ouverte pour compter 0, puis fermera un doigt pour chaque chiffre en commençant par le pouce. À 5, la main est fermée, puis il rouvre les doigts en partant du petit doigt. 4 et 6 correspondent ainsi à la même disposition des doigts. Pour éviter les ambiguïtés quand on montre un chiffre à une autre personne, il y a donc une autre méthode : on lève la main, paume tournée vers l'interlocuteur, et on lève le nombre de doigts nécessaires en finissant par le pouce. Au-delà de 5, on laisse la première main ouverte et on la recouvre avec les doigts de la seconde main pour compléter, sans utiliser le pouce (on s'arrête donc à 9). La seconde main est tournée face à la première, en biais, et décalée vers le bas de façon que seules les dernières phalanges de la seconde main reposent sur la paume de la première. Pour montrer 10, les deux mains sont ouvertes et levées, paumes vers l'interlocuteur.

## Méthode des phalanges
Un autre mode d'énumération consiste à compter les phalanges avec le pouce de la main. Ce type d'énumération conduit à utiliser un système duodécimal (c’est-à-dire de base 12). Le plus grand nombre représenté est 156 (soit treize douzaines).
L'énumération se fait de la façon suivante :
- 1 : le pouce pointe sur la première phalange de l'index (aussi appelée phalangette),
- 2 : le pouce pointe sur la deuxième phalange de l'index (aussi appelée phalangine),
- 3 : le pouce pointe sur la troisième phalange de l'index,
- 4 : le pouce pointe sur la première phalange du majeur (aussi appelée phalangette),
- 5 : le pouce pointe sur la deuxième phalange du majeur (aussi appelée phalangine),
- 12 : le pouce pointe sur la troisième phalange de l'auriculaire.
- 13 : la première main indique un ; la seconde main indique une douzaine ({\displaystyle 13=1+1\times 12})
- 156 : la première main indique douze ; la seconde main indique douze douzaines ({\displaystyle 156=12+12\times 12})

## Méthodes mathématiques
Ces méthodes, démontrées mathématiquement, permettent de compter de hautes valeurs avec deux mains. Elles sont cependant difficilement utilisables du fait de leur complexité d'utilisation.

### Système binaire
Le système binaire est un mode d'énumération similaire au code binaire utilisée par les machines électroniques. Elle permet de compter jusqu'à:
{\displaystyle 2^{10}-1=1023}
Dans cette méthode :
- Chaque doigt possède une valeur d'une puissance de 2, selon la suite : 1 ({\textstyle 2^{0}}), 2 ({\displaystyle 2^{1}}), 4 ({\displaystyle 2^{2}}), 8 ({\displaystyle 2^{3}}), 16 ({\displaystyle 2^{4}}), 32 ({\displaystyle 2^{5}}), 64 ({\displaystyle 2^{6}}), 128 ({\displaystyle 2^{7}}), 256 ({\displaystyle 2^{8}}), 512 ({\displaystyle 2^{9}}).
- Les doigts peuvent avoir deux états : levé (1) ou fermé (0). L'état levé permet de comptabiliser la valeur qui est attribuée au doigt, l'état fermé quant à lui l'annule.

Ainsi, le nombre compté correspond à la somme des valeurs de chaque doigts levés.
L'énumération s'effectue de la manière suivante : 
- 1 seul le premier doigt est levé {\displaystyle 2^{0}=1};
- 2 seul le second doit est levé  pour  {\displaystyle 2^{1}=2};
- 3 le premier et le second doigt sont levés {\displaystyle 2^{0}+2^{1}=1+2=3};
- 4 seul le troisième doigt est levé  {\displaystyle 2^{2}=4};
- 5 le premier et le troisième doigt sont levés {\displaystyle 2^{0}+2^{2}=1+4=5};

Pour faciliter le comptage, il est d'usage que la main droite soit utilisée pour les valeurs les plus basses (less significant bits) et la main gauche pour les valeurs les plus élevées (most significant bits). Ainsi, le pouce gauche levé représente 1, le pouce droit levé représente 512.

### Système quaternaire
Le système quaternaire permet d'énumérer en base 4, chaque doigt peut avoir 4 états : levé, plié (où le doigt touche la base du doigt), fermé (où le doigt touche la paume de la main) et tendu.
Il serait possible de compter jusqu'à:
{\displaystyle 4^{10}-1=1048575}
Il serait par ailleurs possible d'utiliser la position des mains et éventuellement les croisements de doigts, voire des méthodes encore plus développées : une multiplication pour approcher le nombre, suivie d'une addition ou d'une soustraction pour ajuster et avoir le résultat exact - il suffit pour symboliser les opérations d'indiquer avec l'index des deux mains un + ou un × ou un -.
Cette méthode demande des capacités de calcul mental et une bonne coordination des doigts ce qui fait qu'elle est très peu utilisée.

## Opérations

### Retenue
Pour mémoriser la retenue d'une opération, il est fréquent d'indiquer la valeur numérique en appuyant un doigt sur une partie du corps (menton, front, crâne) ou sur la table de travail.

### Multiplication par 9
Il existe également une méthode pour multiplier rapidement par 9 avec ses mains :
- ouvrir ses deux mains
- puis baisser le doigt correspondant au nombre multiplié ({\displaystyle n}) par 9

Le nombre de doigts restants à gauche du doigt plié ({\displaystyle x=n-1}) représente le chiffre des dizaines, le nombre de doigts à droite ({\displaystyle y=10-n}) est le chiffre des unités. En effet : {\displaystyle 10x+y=10(n-1)+(10-n)=9n}.
Par exemple, pour {\displaystyle 9\times 6}, en comptant de gauche à droite et en ayant les paumes des mains vers le bas :
Le pouce droit, qui correspond à la valeur 6, est replié. Les doigts encore levés sont les 5 doigts de la main gauche : 50 ({\displaystyle 5\times 10}) ; et les 4 doigts de la main droite : 4 ({\displaystyle 4\times 1}). Ainsi, {\displaystyle 9\times 6=50+4=54}